# Паста примавера
Паста примавера (итал. Pasta primavera от итал. «Primavera» — «весна») — блюдо американской кухни в итальянском стиле, изобретённое в 1970-х годах и представляющее собой макароны (в широком смысле) с овощами, сыром и сливочным соусом.

## История
В 1975 году шеф-повар из Нью-Йорка Сирио Макчиони выехал в Канаду, для приготовления званного обеда на ранчо «Шангри-Ла» — летнем доме итальянского барона Карло Амато, на острове Роберта, Новая Шотландия. Маккиони и два его лучших повара начали экспериментировать с дичью и рыбой, но, в конце концов, барон и его гости захотели чего-то другого. Тогда Макчиони смешал масло, сливки и сыр с овощами и пастой, что понравилось барону. После этого Макчиони с рецептом вернулся в Нью-Йорк, где паста примавера стала коронным блюдом его ресторана «Maccioni Le Cirque», чему способствовала хвалебная рецензия кулинарных критиков Крейга Клейборна и Пьера Франи, опубликованная в 1977 году в газете «The New York Times».
Сочетание овощей и пасты, которое Клейборн и Франи назывли «безусловно, самым обсуждаемым блюдом на Манхэттене», и сегодня широко признано в качестве одного из заметных достижений американской кухни 1970-х годов.
На сегодняшний день, паста примавера подаётся во многих ресторанах, как в США, так и за их пределами, выпускается в виде готовой еды и полуфабрикатов. Хотя оригинальный вариант пасты примавера представлял собой макароны с овощами под сливочным соусом, сегодня также распространены варианты с дополнительно добавленными курицей или креветками. Может варьироваться и состав овощей: в некоторых случаях, это только зелёные овощи (горошек, шпинат, спаржа, брокколи, цукини в разных комбинациях), тогда как в других — помидоры и сладкий перец, обычно в комбинации с зелёными овощами. Частым ингредиентом является чеснок.